# 카를 마센
카를 마센(덴마크어: Karl Madsen, 1855년 3월 22일~1938년 4월 16일)은 덴마크의 화가, 미술 평론가이다.

## 생애
코펜하겐에서 화가로 활동하던 부부인 안드레아스 페테르 마센(Andreas Peter Madsen)과 소피 토르쇠에 마센(Sophie Thorsøe Madsen)의 아들로 태어났다. 1871년에는 C.V. 닐센(C.V. Nielsen)의 미술 학교에 입학했고 1872년부터 1876년까지 덴마크 왕립 미술 아카데미에 재학했다.
1860년대에는 게오르그 브라네스(Georg Brandes)가 주도한 덴마크의 예술 운동인 근대의 돌파(Det moderne Gjennembruds Mænd)에 영향을 받으면서 덴마크의 옛 미술 양식을 비판했다. 1871년에는 윌란반도에 위치한 스카겐(Skagen)을 방문했다.
덴마크 왕립 미술 아카데미 학생으로 재학 중이던 1874년 7월에는 미카엘 앙케르(Michael Ancher)의 초청을 받으면서 스카겐을 방문했다. 카를 마센은 스카겐에서 아나 앙케르(Anna Ancher, 미카엘 앙케르와 결혼하기 이전의 본명은 아나 브뢰눔(Anna Brøndum))에게 그림 그리는 방법을 가르쳤다. 1873년부터 1874년까지, 1879년부터 1880년까지 제작된 그의 미술 작품들은 스카겐에서 활동하던 미술가들이 제작한 미술 작품들에서 영향을 받았다는 평가를 받고 있다.
시대의 흐름에 따른 괴리, 경제적인 문제로 인해 화가 활동을 접고 미술 평론가로 활동하면서 덴마크, 네덜란드의 미술계에서 권위 있는 미술 평론가로 여겨졌다. 또한 일본의 미술에 관한 선구적인 저서를 집필했다. 1911년부터 1925년까지 코펜하겐 국립 미술관의 관장을 역임했으며 1928년부터 1938년까지 스카겐 박물관의 관장을 역임했다.